# عيسى الليث
عيسى الليث هو منشد وشاعر يمني ينتمي إلى حركة الحوثي (أنصار الله). ويُوصف عيسى الليث بأنه أحد مؤدي الزامل والشاعر الشعبي لدى الحوثيين، ويظهر بانتظام على شبكات الإعلام الحوثية المختلفة.

## سيرته
ولد عيسى الليث عام 1985 في خميس مشيط بالمملكة العربية السعودية لعائلة شيعية زيدية من منطقة رازح بمحافظة صعدة باليمن. نشأ عيسى في محافظة صعدة، حيث أكمل تعليمه القرآني والدنيوي. وهو عضو في حركة الحوثي ومتزوج وأب لأربعة أطفال.
باعتباره منشدًا وشاعرًا، فإن الموضوع الرئيس لشعره يتعلق بتمجيد مقاتلي الحوثي وفلسطين وحزب الله والمحور الشيعي. تحظى العديد من قصائد زوامله مثل زامل مع ربي جهادي بمئات الآلاف إلى ملايين المشاهدات على منصات التواصل الاجتماعي المختلفة. استحدم الزامل، وهي فن متجذر في التقاليد الثقافية، أداة دعائية الحوثيين. وأصبحَت أحد أكثر منصات الدعاية الحوثية شعبية وسرعة في النمو، يغنيها المطربون الشعبيون مثل عيسى الليث وينشرها خلال منصات التواصل الاجتماعي المختلفة بما في ذلك يوتيوب وتويتر وتيليجرام. يصف موقع المتفرج زوامل الحوثيين بأنها الجزء الأكثر نجاحًا في دعايتهم، مشددًا على التقوى المفترضة للحركة وشجاعتها وفقرها مقارنة بالفساد والثروة والنفاق لدى خصومهم، التحالف الذي تقوده دول عربية وإسرائيل ضدهم. 
في عام 2023، أغلق موقع يوتيوب قنوات مختلفة تابعة للحوثيين، بما في ذلك قناة عيسى.